# Psilogramma papuensis
Psilogramma papuensis es una polilla de la familia Sphingidae. Vuela en la isla de Papúa, con Indonesia y Nueva Guinea  y en el norte, centro y parte oriental de Australia.

Esta polilla en estado adulto tiene sus alas delanteras estrechas y de color grisáceo, con patrones ondulados grises y blancos más oscuros. Las patas posteriores son de color gris claro, con un ligero patrón ondulado a lo largo de su margen interior. Su envergadura puede llegar a ser de unos 8 cm. 

## Subespecies
- Psilogramma papuensis papuensis (Nueva Guinea y norte-Australia oriental)
- Psilogramma papuensis aruensis, Eitschberger, 2004 (Aru Archipiélago)

## Sinonimia
- Psilogramma mastrigti, Eitschberger, 2001.
- Psilogramma menephron fasciata, Closs, 1916.